# Andrea Mazzarani
Andrea Mazzarani (Roma, 6 novembre 1989) è un calciatore italiano, centrocampista del Magenta.

## Caratteristiche tecniche
Trequartista moderno e duttile, capace di fornire assist, aggredire gli spazi ma anche interdire. Talvolta impiegato anche come mezzala o centrocampista offensivo di destra.

## Carriera

### Club
Cresciuto nella Cisco Roma, dove ha disputato da titolare la Serie C2 2007-2008. Nell'estate 2008 viene ingaggiato dall'Udinese, che lo fa giocare nella propria formazione Primavera.
Nel 2009 i friulani lo cedono in prestito al Crotone, con cui debutta in Serie B il 6 settembre 2009 e segna la prima rete in cadetteria il 7 novembre successivo.
Nell'estate del 2010 torna all'Udinese, che poi lo gira in prestito al Modena. Disputa una stagione ad ottimi livelli, condita da 9 reti.
Rientrato dal prestito, viene ceduto pochi giorni dopo al Novara, neo promosso in Serie A, con la formula del prestito con diritto di riscatto. Nelle prime due giornate entra a partita in corso, per poi partire dal primo minuto in casa contro l'Inter il 20 settembre. Segna la sua prima rete in Serie A il 21 dicembre nella gara pareggiata in rimonta per 2-2 dal Novara contro il Palermo. Con la squadra piemontese disputa la sua unica stagione in massima serie, mettendo insieme 20 presenze e un gol.
Il 30 gennaio 2013 il Napoli ne rileva la comproprietà, per poi girarlo in prestito al Modena. Al termine della stagione la comproprietà viene risolta a favore dell'Udinese.
A luglio il Modena acquista la compartecipazione di Mazzarani, che resta così in Emilia giocando altre 34 partite con 9 gol. Complessivamente con il Modena ha segnato 22 gol in 91 partite.
Il 17 luglio 2014 si trasferisce in prestito con diritto di riscatto all'Entella. Mazzarani viene presentato il 19 luglio, giocando poi la sua prima partita il 16 agosto contro il Benevento in Coppa Italia aprendo le marcatore dopo due minuti (5-4 dopo i rigori). Fa il suo debutto da titolare in campionato il 30 agosto in Entella-Bari 0-2. Segna il suo primo gol il 13 dicembre nella vittoria interna per 2-1 contro il Vicenza. Si ripete poi 4 volte nelle successive 6 partite. Il 25 aprile 2015 in occasione di Avellino-Entella 1-1 tocca quota 200 presenze da professionista con i club. Con 35 presenze e 8 gol totali non riesce ad evitare la retrocessione dell'Entella dopo aver perso i play-out contro il Modena, segnando un gol nella gara di ritorno terminata 1-1 senza esultare.
A fine stagione ritorna a Modena per fine prestito. Il 24 ottobre 2015, dopo sole 5 presenze stagionali (con due rete segnate), durante la partita persa contro il Livorno (2-0), si infortuna gravemente al ginocchio destro subendo una lesione al crociato anteriore per cui si opera il 2 novembre. Tornato in campo, anche quest'anno però non riesce ad evitare la retrocessione del suo club.
Termina così anche la sua terza esperienza con il Modena avendo collezionato in tutto 101 presenze e 25 gol.
L'8 luglio 2016 torna al Crotone, neo-promosso in Serie A, firmando un contratto biennale, società il cui vicepresidente Gualtieri è il padre della sua fidanzata. Dopo aver rescisso con i Pitagorici il 31 agosto seguente, l'11 ottobre si lega fino al 2018 con il Catania.
Nel giugno 2018 passa alla Salernitana in serie B, per poi tornare in terza serie con gli etnei la stagione successiva. Dopo 29 presenze e 7 gol, nell'ottobre 2020 passa al neo retrocesso Livorno. Però causa le problematiche societarie e finanziarie del club labronico, che non riesce ad ottenere la fidejussione necessaria per garantire i nuovi acquisti, il tesseramneto non si perfeziona e rimane fermo fermo a gennaio 2021 quando la situazione si sblocca e viene tesserato. Il 15 luglio di quell’anno, dopo la retrocessione del Livorno, firma un contratto biennale con la Carrarese. Nel mercato di gennaio passa in prestito alla Pergolettese con cui a luglio firma un contratto biennale, dopo la rescissione con la Carrarese.
il 30 luglio 2024 firma un contratto annuale con il club lombardo della Folgore Caratese militante in Serie D.
Il 29 novembre dello stesso anno il Magenta, formazione militante anch'essa in Serie D, attraverso i propri social, annuncia l'ingaggio del calciatore.

## Statistiche

### Presenze e reti nei club
Statistiche aggiornate al 4 maggio 2025.
| Stagione            | Squadra             | Campionato          | Campionato | Campionato | Coppe nazionali | Coppe nazionali | Coppe nazionali | Coppe continentali | Coppe continentali | Coppe continentali | Altre coppe | Altre coppe | Altre coppe | Totale | Totale |
| Stagione            | Squadra             | Comp                | Pres       | Reti       | Comp            | Pres            | Reti            | Comp               | Pres               | Reti               | Comp        | Pres        | Reti        | Pres   | Reti   |
| ------------------- | ------------------- | ------------------- | ---------- | ---------- | --------------- | --------------- | --------------- | ------------------ | ------------------ | ------------------ | ----------- | ----------- | ----------- | ------ | ------ |
| 2007-2008           | Cisco Roma          | C2                  | 27         | 4          |                 | -               | -               | -                  | -                  | -                  | -           | -           | -           | 27     | 4      |
| 2008-2009           | Udinese             | A                   | 0          | 0          | CI              | 0               | 0               | -                  | -                  | -                  | -           | -           | -           | 0      | 0      |
| 2009-2010           | Crotone             | B                   | 30         | 3          | CI              | 0               | 0               | -                  | -                  | -                  | -           | -           | -           | 30     | 3      |
| 2010-2011           | Modena              | B                   | 37         | 9          | CI              | 2               | 1               | -                  | -                  | -                  | -           | -           | -           | 39     | 10     |
| 2011-2012           | Novara              | A                   | 20         | 1          | CI              | 2               | 0               | -                  | -                  | -                  | -           | -           | -           | 22     | 1      |
| 2012-gen. 2013      | Udinese             | A                   | 0          | 0          | CI              | 0               | 0               | UCL+UEL            | 0                  | 0                  | -           | -           | -           | 0      | 0      |
| gen.-giu. 2013      | Modena              | B                   | 15         | 3          | CI              | -               | -               | -                  | -                  | -                  | -           | -           | -           | 15     | 3      |
| 2013-2014           | Modena              | B                   | 33+3       | 9          | CI              | 1               | 0               | -                  | -                  | -                  | -           | -           | -           | 37     | 9      |
| 2014-2015           | Virtus Entella      | B                   | 33+2       | 7+1        | CI              | 2               | 1               | -                  | -                  | -                  | -           | -           | -           | 37     | 9      |
| 2015-2016           | Modena              | B                   | 14         | 3          | CI              | 0               | 0               | -                  | -                  | -                  | -           | -           | -           | 14     | 3      |
| Totale Modena       | Totale Modena       | Totale Modena       | 99+3       | 24         |                 | 3               | 1               |                    | -                  | -                  |             | -           | -           | 105    | 25     |
| 2016-2017           | Catania             | LP                  | 28+1       | 9          | CI-LP           | -               | -               | -                  | -                  | -                  | -           | -           | -           | 29     | 9      |
| 2017-2018           | Catania             | C                   | 31+3       | 7          | CI-C            | 3               | 1               | -                  | -                  | -                  | -           | -           | -           | 37     | 8      |
| 2018-2019           | Salernitana         | B                   | 15+1       | 1          | CI              | 1               | 0               |                    | -                  | -                  |             | -           | -           | 17     | 0      |
| 2019-2020           | Catania             | C                   | 27+2       | 7          | CI-LP+CI        | 3+1             | 0               | -                  | -                  | -                  | -           | -           | -           | 33     | 7      |
| Totale Catania      | Totale Catania      | Totale Catania      | 86+6       | 23         |                 | 7               | 1               |                    | -                  | -                  |             | -           | -           | 99     | 24     |
| gen.-giu. 2021      | Livorno             | C                   | 15         | 2          | CI-LP           | -               | -               | -                  | -                  | -                  | -           | -           | -           | 15     | 2      |
| 2021-gen. 2022      | Carrarese           | C                   | 13         | 1          | CI-C            | 1               | 0               | -                  | -                  | -                  | -           | -           | -           | 14     | 1      |
| gen.-giu. 2022      | Pergolettese        | C                   | 11+1       | 1          | CI-C            | 0               | 0               | -                  | -                  | -                  | -           | -           | -           | 12     | 1      |
| 2022-2023           | Pergolettese        | C                   | 24+1       | 0          | CI-C            | 0               | 0               | -                  | -                  | -                  | -           | -           | -           | 25     | 0      |
| 2023-2024           | Pergolettese        | C                   | 32         | 7          | CI-C            | 0               | 0               | -                  | -                  | -                  | -           | -           | -           | 13     | 7      |
| Totale Pergolettese | Totale Pergolettese | Totale Pergolettese | 67+2       | 8          |                 | 0               | 0               |                    | -                  | -                  |             | -           | -           | 69     | 8      |
| ago.-nov. 2024      | Folgore Caratese    | D                   | 4          | 0          | CI-D            | 1               | 0               | -                  | -                  | -                  | -           | -           | -           | 5      | 0      |
| nov. 2024-2025      | Magenta             | D                   | 19         | 0          | -               | -               | -               | -                  | -                  | -                  | -           | -           | -           | 19     | 0      |
| Totale carriera     | Totale carriera     | Totale carriera     | 427+14     | 74+1       |                 | 17              | 3               |                    | 0                  | 0                  |             | -           | -           | 458    | 78     |